# Adelomyrmex hirsutus
Adelomyrmex hirsutus är en myrart som beskrevs av Mann 1921. Adelomyrmex hirsutus ingår i släktet Adelomyrmex och familjen myror. Inga underarter finns listade i Catalogue of Life.